# Masters zwemmen
Masters zwemmen is een speciale klasse van wedstrijdzwemmen, bedoeld voor zwemmers van 20 jaar en ouder. 

## Leeftijdsgroepen
Masters zwemmers zijn zij die op 31 december van het betreffende jaar de leeftijd van 20 jaar hebben bereikt.  
Masters zwemmen kent leeftijdsgroepen voor individuele zwemmers en wedstrijden: 20-24, 25-29, 30-34, 35-39, 40-44, 45-49, 50-54, 55-59, 60-64, 65-69, 70-74, 75-79, 80-84, 85-89, 90-94, ...... 
Voor estafettes zijn de volgende leftijdsgroepen: 100-119, 120-159, 160-199, 200-239, 240-279, 280-319 , 320-359 en deze zover doorgaand als nodig.
Bij sommige masters-wedstrijden worden ook pré-masters toegelaten. Deze jonge zwemmers vallen in de leeftijdsgroep 18-24 jaar of 20-25 jaar afhankelijk van de club die de wedstrijden organiseert. (Canada en Verenigde Staten zijn zwemmers al vanaf hun 18 jaar master en vallen in de klasse 18-24 jaar, terwijl Australië zwemmers van 20 en ouder toe laten, in de klasse 20-24 jaar). 

## Wedstrijden
De zwemmers concurreren binnen een leeftijdsgroep van vijf jaar, met een zwemmer de leeftijd groep in een bepaald jaar vastgesteld op basis van zijn / haar leeftijd op de laatste dag van dat jaar (leeftijd wordt bepaald als de dag van de concurrentie in de VS voor wedstrijden gehouden in niet-metrische zwembaden):

## Regelementen
De regels en afstanden zijn bijna dezelfde als van wedstrijdzwemmen. De leeftijdscategorieën voor de estafette wordt bepaald door de som van de leeftijden van elk team, waardoor zwemmers van zeer uiteenlopende leeftijden te concurreren samen in hetzelfde team. 

## Populariteit
Masters Zwemmen is een snel groeiende vrijetijdsbesteding, met name in Noord-Amerika en Australië, maar ook in Europa. Verschillende Nederlandse verenigingen hebben nu ook afdelingen voor het masters zwemmen. Meestal zijn deze zeer vriendelijk en verwelkomen nieuwkomers. De minimale eisen om toe te treden tot het masters zwemmen lopen sterk uiteen.

## Masters circuits
Nederland heeft vier Master zwemmen circuits. Er kan door masters aan verschillende circuits deelgenomen worden:
- Zuyderzee Masters Circuit (ZMC)
- Regio West Open Masters (ROM)
- Masterswedstrijden Midden-Nederland (MMN)
- Masterswedstrijden Zuiderlijke Cirkel

## FINA World Aquatics Masters Championships
FINA organiseert de "World Aquatics Masters Championships" sinds 1986, maar 2 edities werden gehouden in de pre-FINA tijdperk:
- 1978 -  Canada, Toronto (non-FINA)
- 1984 -  Nieuw-Zeeland, Christchurch (non-FINA)

## Records
Net als in wedstrijdzwemmen, zijn er wereldrecords voor masters zwemmen (NMK Nederlands Masters Records, EMR Europes Masters Records, WMR Wereld Masters Records), maar die kunnen alleen worden vastgesteld tijdens masters-wedstrijden. Sommige zijn meer dan anderen ongebruikelijk, net als bij Bob Patten brak de 200m schoolslag wereldrecord op de nationale masters-wedstrijd 2004 Savannah, Georgia. Patten brak dit record 100 dagen na de laparoscopie chirurgie prostaatkanker , een ongekende menselijke prestatie. Masters zwemmen records zijn beschikbaar op de website FINA Masters sectie.

## Puntentelling
De puntentelling gebeurt aan de hand van de FINA "World Aquatics Point Scoring".

### Masters Circuits
- Zuyderzee Masters Circuit (ZMC)
- Regio West Open Masters (ROM)
- Masterswedstrijden Midden-Nederland (MMN)
- Masterswedstrijden Zuiderlijke Cirkel